# Lillsjön (Ringarums socken, Östergötland, 645904-154130)
Lillsjön är en sjö i Valdemarsviks kommun i Östergötland och ingår i Söderköpingsåns huvudavrinningsområde.